# بساس
بساس قرية سورية تتبع ناحية الحواش في منطقة تلكلخ في محافظة حمص. بلغ عدد سكانها 533 نسمة في عام 2004 حسب إحصاء المكتب المركزي للإحصاء.